# 2010 FIFA World Cup South Africa
2010 FIFA World Cup South Africa är det officiella TV-spelet inför fotbolls-VM i Sydafrika 2010. Spelet lanseras den 29 april 2010 i Europa och 199 lag som kvalade inför VM finns spelbara i spelet.

## Eyjafjallajökulls utbrott 2010
Trots att Eyjafjallajökulls utbrott 2010 orsakat flera inställda turer för flygplanstrafiken meddelade Eurogamer att spelet inte försenas, liksom Capcoms Super Street Fighter IV och Lost Planet 2, och förväntas anlända under utsatta datum.

## Lag och anläggningar
De inkluderade lagen bekräftades av Electronic Arts den 17 februari 2010. Spelet innehåller 199 av de 204 landslag som deltog i kvalspelet till världsmästerskapet i fotboll 2010. Electronic Arts sade att man tagit med alla lag som FIFA godkänt, meda några inte tilläts av "olika skäl". De fem lag som var med i lottningen för kvalet, men inte i spelet är de afrikanska lagen, Centralafrikanska republiken, Eritrea, och São Tomé och Príncipe, och asiatiska Bhutan och Guam. Alla fem drog sig ur kvalet innan det börjat spelas. Dessutom finns inte Brunei,  Laos, Papua Nya Guinea och Filippinerna, vilka inte deltog i kvalet.
Spelet innehåller alla spelplatser som användes i turneringen, samt alla anläggningar från varje kvalregion och "allmänna" anläggningar.

## Musik
Musiken till 2010 FIFA World Cup består av 28 spår av artister från 21 länder. Enligt Electronic Arts skall det vara musik som "hyllar den kulturella pulsen för den första VM-turneringen i fotboll i Afrika". Huvudspår är "Wavin' Flag (Coca-Cola Celebration Mix)" av K'naan.
| - "International" – Baaba Maal (Senegal) - "Kiyakiya" – Babatunde Olatunji (Nigeria) - "Saga" – Basement Jaxx feat. Santigold (England/USA) - "Restless" – Buraka Som Sistema (Portugal) - "Dipso Calypso" – Buscemi feat. Lady Cath (Belgien/Kanada) - "Wild & Raw" – Fedde le Grand feat. Stereo MCs (Nederländerna/England) - "Drumming Song" – Florence and the Machine (England) - "The World Is All There Is" – Fool's Gold (USA) - "Papua New Guinea" – The Future Sound of London (England) - "Oh Yeah" – Gang of Instrumentals (Sydafrika) - "Your Side" – John Forté (USA) - "Ones Who Fly Twos Who Die" – Jonathan Boulet (Australien) - "Winner" – Kid British (England) - "Wavin' Flag (Coca-Cola Celebration Mix)" – K'naan (Somalia/Kanada) | - "Last Rhythm" – Last Rhythm (Italien) - "The Instrumento" – Latin Bitman (Chile) - "Não é Proibido" – Marisa Monte (Brasilien) - "Say Hey (I Love You)" – Michael Franti & Spearhead feat. Cherine Anderson (USA/Jamaica) - "Atomizer" – MIDIval Punditz (Indien) - "In Search of" – Miike Snow (Sverige) - "Strong Will Continue" – Nas & Damian Marley (USA/Jamaica) - "Africa Soccer Fever" – Rocky Dawuni (Ghana) - "Rocksteady" – Rox (England) - "Emoriô" – Sérgio Mendes (Brasilien) - "Bring Night" – Sia (Australien) - "Fragment Eight" – The Kenneth Bager Experience (Danmark) - "Warm Heart of Africa" (So Shifty Remix) – The Very Best feat. Ezra Koenig (Malawi/Frankrike/USA) - "Percussion Gun" – White Rabbits (USA) |

## Mottagande
| Playstation 3   | Playstation 3 |
| Samlingsbetyg   | Samlingsbetyg |
| Tjänst          | Betyg         |
| --------------- | ------------- |
| Gamerankings    | [ 5 ]         |
| Game Ratio      | [ 6 ]         |
| GameStats       | [ 7 ]         |
| Metacritic      | [ 8 ]         |
| Recensionsbetyg |               |
| Publikation     | Betyg         |
| 1UP.com         | A-            |
| Actiontrip      | E             |
| Allgame         | [ 11 ]        |
| Gamespot        | [ 12 ]        |
| Videogamer.com  | [ 13 ]        |
| Fuska.nu        | [ 14 ]        |

Spelet har fått bra kritik, och Gamespot prisade spelet med full blandning av lag, bättre kommentatorer, och realistisk fotboll. IGN gav Playstation 3 och Xbox 360-versionerna 8.3, och prisade spelen för grafik och gameplay . Game Rankings gav PS3-versionen högst poäng, med 84,00 %, medan Xbox 360-versionen fick 83,75 %.
| Plattform | IGN:s betyg | GameSpot:s betyg |
| --------- | ----------- | ---------------- |
| PS3       | 8.3         | 8.5              |
| Xbox 360  | 8.3         | 8.5              |
| PSP       | 6.0         | 7.5              |
| Wii       | 6.5         | 7.0              |